# 산세폴크로

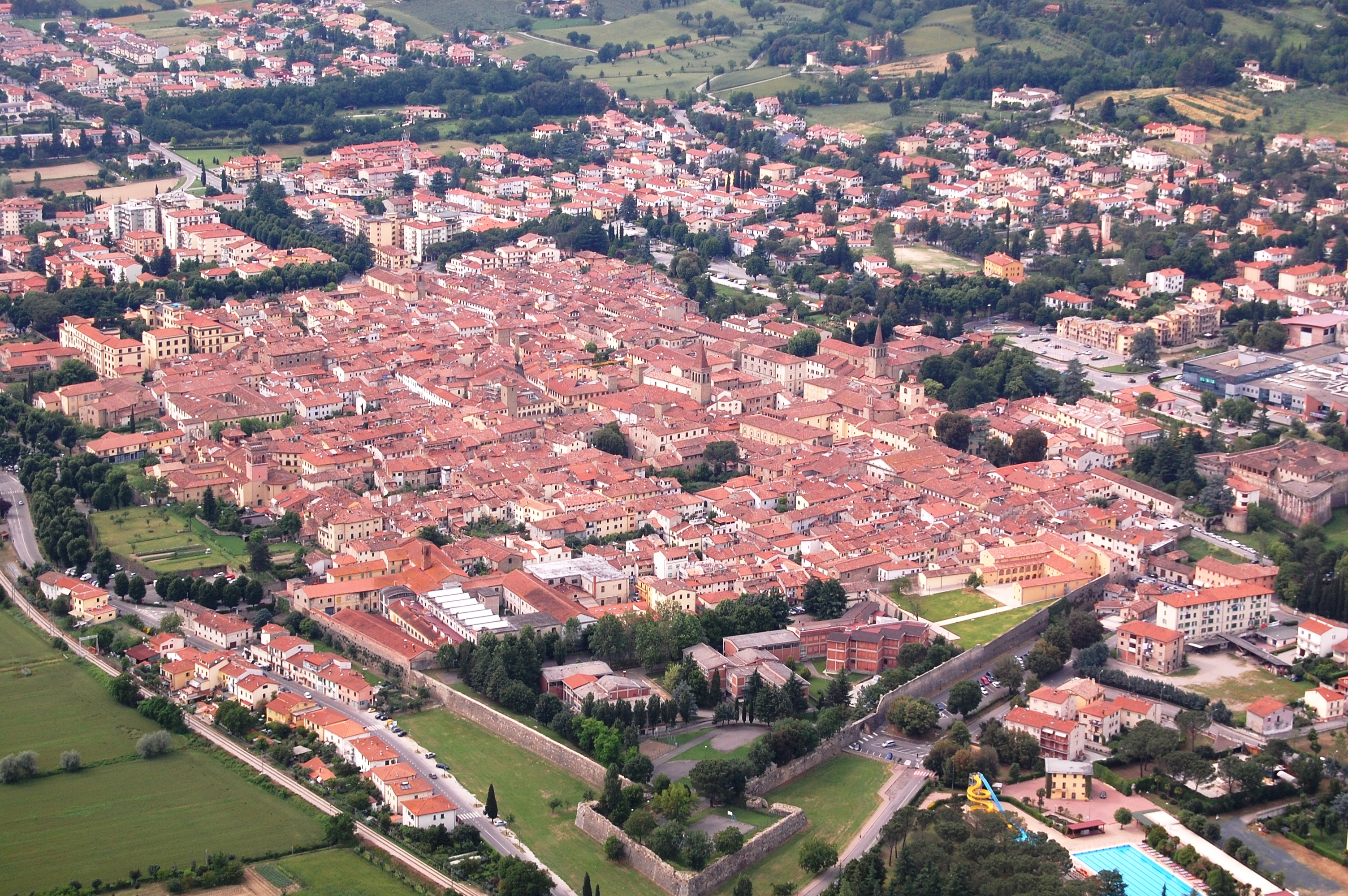

산세폴크로(Sansepolcro, 과거 지명: Borgo Santo Sepolcro)는 이탈리아 토스카나주의 동쪽 지역 아레초도에 위치한 11세기에 설립된 코무네이자 마을이다.
테베레강의 위쪽에 위치해 있으며 화가 피에로 델라 프란체스카, 이탈리아 수학자 루카 파치올리의 탄생지이기도 하다.
오늘날 이 마을의 경제는 농업, 산업제조, 식품 가공, 약품에 기반을 둔다.

## 자매 도시
- 스위스 뇌샤텔
- 프랑스 Neuves-Maisons
- 크로아티아 신 (크로아티아)